# Kim Young-jun
Kim Young-jun est un réalisateur sud-coréen né en 1968.

## Filmographie
- 2000 : Bichunmoo, légende d'un guerrier
- 2005 : Muyeong geom
- 2008 : Majimak seonmul